# Massyla
Massyla is een geslacht van weekdieren uit de klasse van de Gastropoda (slakken).

## Soorten
- Massyla corrugata (Hinds, 1843)
- Massyla cumingiana (Petit de la Saussaye, 1844)